# Igor Kostin
Igor Kostin (27. prosince 1936 Besarábie – 9. června 2015 Kyjev) byl jedním z pěti prvních, kdo vyfotografoval Černobylskou havárii. Hned brzy z rána 26. dubna 1986 vzlétl nad Černobyl a vyfotografoval výbuch 4. reaktoru.
Poté se ještě často vracel na místo výbuchu a dokumentoval čisticí a dekontaminační práce. Při fotografování se často pohyboval v extrémně kontaminovaných oblastech. Asi 50× prolétal okolí 4. reaktoru a poté dokonce i 2× k reaktoru sestoupil. Později zdokumentoval osudy lidí, kteří byli postiženi touto katastrofou.
Dne 9. června 2015 zahynul při autonehodě nedaleko Kyjeva, bylo mu 78 let.

## Ocenění
Za fotografie z Černobylu získal nejprestižnější ocenění v oblasti žurnalismu World Press Photo.